# Masindray (Antananarivo Avaradrano)
Pour les articles homonymes, voir Masindray.
Masindray est une commune rurale malgache, située dans la partie centrale de la région d'Analamanga. Elle appartient au district d'Antananarivo Avaradrano.

## Géographie
Masindray est situé à 20 km du centre ville. On y accède par une route goudronnée sur 12 km, et le reste est une route secondaire, mais parfaitement accessible, même par temps pluvieux.

## Démographie
La commune rurale de Masindray a une superficie totale de 76 000 m2 et une population de plus de 15 000 habitants (plus de 1700 familles) dont la majorité sont des enfants.

## Historique
Les deux personnalités reconnues pour avoir créé le premier royaume sur l'Imerina sont Rafohy et Rangita, deux reines descendantes des Vazimbas. Andriamanelo (1540-1575) leur a succédé. Les premières idolâtries ont commencé à être pratiquées pendant ces temps.
Historiquement, c'est Rambavy, la sœur du roi Andriamanelo qui a été la première à occuper Masindray, qui se traduit littéralement par : "ayant un père sacré une origine sacrée".